# 威廉斯莱克
威廉斯莱克（英語：Williams Lake）是加拿大不列颠哥伦比亚省中部的一个城市，总面积33.03平方公里，总人口10,832（2011年）。
威廉斯莱克为加拿大残疾运动员里克·汉森（Rick Hansen）的故乡。

## 经济
威廉斯莱克市的主要产业有林业，矿业，

## 教育

### 中等学校
- 威廉斯莱克中学